# Aeterni Patris
Aeterni Patris — энциклика Папы Римского Льва XIII от 4 августа 1879 года. После опубликования энциклики неотомизм, основанный на учении Фомы Аквинского, стал официальной философской доктриной Ватикана. В период бурного развития направлений светской философии целью энциклики было оказать содействие в развитии и реставрации христианской философии.
В энциклике рассматривается отношение философии и веры, в том числе в исторической перспективе. Отмечается труд раннехристианских мыслителей-апологетов: Иустина Философа, Кодрата Афинского, Аристида Афинского, Иринея Лионского и других. В продолжение высоко оценивается вклад в христианскую философию Аврелия Августина, но основная часть энциклики посвящена схоластике, в особенности, томизму, и обоснованию необходимости его возрождения.